# 쓰루마이정
쓰루마이정(鶴舞町)은 지바현 이치하라군에 일찍이 존재했던 정이다. 현재의 이치하라시 남부에 해당한다.

## 역사
- 1889년 4월 1일 - 정촌제 시행에 수반해 이치하라군 쓰루마이촌이 성립하였다.
- 1891년 1월 9일 - 정으로 승격해 쓰루마이정이 되었다.
- 1954년 10월 15일 - 우시쿠정, 도다촌, 우치다촌, 헤이산촌과 합병해 난소정이 되어 소멸하였다.

## 인구
1912년 통계에 따르면 현재의 거주 세대수・인구는 607세대・3178명이다.

## 경제
1916년에 편찬된 『지치바현 이치하라군지(千葉県市原郡誌)』에 따르면, 마을의 주요 산업은 농업으로 이루어져 있었다고 한다.

## 교통
1916년에 편찬된 『지바현 이치하라군지』에 따르면, 크고 작은 네 개의 도로가 있어 마차의 왕복이 매우 편리하다고 한다
2021년 10월 현재 쓰루마이정의 옛 마을 지역을 통과하는 국도 및 치바현 도로는 다음과 같다(고속도로에 준하는 국도 468호(켄오도)는 제외).

### 도로
- 국도 297호선
- 지바현도 제171호선
- 지바현도 제168호선
- 지바현도 제284호선

### 철도
- 고미나토 철도
  - 고미나토 철도선

보소반도 내륙을 종단하는 철도 노선(오미나토 철도선)의 부설을 목표로 오미나토 철도 주식회사가 설립된 것은 1917년이었는데, 당초 그 중심 주주가 된 것은 연선지역에서는 부유한 쓰루마이정의 지주층이었다. 실제 철도 건설은 자금 확보의 어려움 등 우여곡절이 있었고 1920년 발기인 중 한 명인 나가시마 간자에몬이 쓰루마이 출신의 오쿠무라 미쓰오에게 소개장을 받아 야스다 젠지로저택을 찾아 야스다 재벌의 출자를 얻어냈다고 한다. 1924년 당시에는 최초 발기인 대부분이 명의를 내려놓고 야스다 일가가 60%의 주식을 보유하고 있었다.
제1기 공사로 고이역~사토미역 구간이 1924년 1월에 착공되어 1925년에 완공, 개통되었다. 마을 지역에는 시모야다에 가미소카와마역, 이케와다에 츠루마이초역(현재의 가미소쓰루마이역)의 2개 역이 설치되었다. 츠루마이초역은 시가지에서 벗어난 논 속에 만들어졌으며, 인근에는 쓰루마이 발전소와 구내 사택도 설치되었다. 쓰루마이 발전소는 철도 시설뿐만 아니라 주변 마을에도 전기를 공급했다(1942년 배전 통제령에 의해 발전이 종료됨).
또한, 쇼와 초기에는 난소철도가 모바라 역에서 조난정(현재의 조난정)을 거쳐 쓰루마이마치 역에 이르는 철도 부설을 계획하고 있었다(난소철도, 가미소쓰루마이역 참조). 

## 참고문헌
- 小沢治郎左衛門『上総国町村誌 第一編』1889年。NDLJP:763698。
- 千葉県市原郡教育会『千葉県市原郡誌』千葉県市原郡、1916年。NDLJP:951002。
- 『明治22年千葉県町村分合資料 七 市原郡町村分合取調』1889年。
- 大日本篤農家名鑑編纂所編『大日本篤農家名鑑』大日本篤農家名鑑編纂所、1910年。
- 『早稲田大学校友会会員名簿 大正4年11月調』早稲田大学校友会、1915-1925年。

## 관련링크
- 『千葉県市原郡誌』第二部 町村誌「鶴舞町」 NDLJP:951002/623
- 千葉県市原郡鶴舞町 (12B0090017) - 歴史的行政区域データセットβ版